# Meio Norte FM Tocantins
Meio Norte FM Tocantins é uma emissora de rádio sediada em Palmas, capital do Estado do Tocantins. Opera no dial FM, na frequência 91.1 MHz, e é afiliada à Meio Norte FM. Pertence à Arquidiocese de Palmas, sendo administrada pelo Grupo Boa Vista de Comunicação.

## História
A emissora foi fundada em 15 de junho de 2002 com o nome de Rádio Canção Nova do Coração de Jesus, afiliada a Rádio Canção Nova. Em 31 de dezembro de 2012, passou a se chamar Rádio Liberdade, inaugurando uma nova sede. 
Em 10 de dezembro de 2019, a Arquidiocese anunciou que a emissora se afiliaria à Meio Norte FM, rede de rádios com sede em Teresina, Piauí, por meio de um  contrato de 10 anos de arrendamento ao Grupo Meio Norte de Comunicação. No mesmo mês, a emissora saiu do ar em 690 AM. Em 21 de maio de 2020, voltou ao ar pela frequência 91.1 MHz, se tornando Meio Norte FM Tocantins e operando em caráter experimental, tocando músicas e comerciais. Em 29 de janeiro de 2021, a emissora começa a veicular chamadas para estreia da programação, que estreou oficialmente em 1° de fevereiro. 

## Programas
- Agenda Médica[6]
- Hora da Ave Maria
- Jogo do Poder
- Porteira Meio Norte
- Programa Rafael Dias
- Revista Meio Norte

## Locutores
- Dágila Sabóia[6]
- Dom Pedro Brito Guimarães
- Jeimes Costa
- Lúbia Araújo
- Márcio José
- Mayara Albuquerque
- Rafael Dias
- Tony Veras